# Nistorești (gmina)
Nistorești – gmina w Rumunii, w okręgu Vrancea. Obejmuje miejscowości Bâtcari, Brădetu, Făgetu, Nistorești, Podu Șchiopului, Românești, Ungureni, Valea Neagră i Vetrești-Herăstrău. W 2011 roku liczyła 1917 mieszkańców.